# Крещёное Мазино
 Крещёное Мазино  — деревня в Тукаевском районе Татарстана. Входит в состав Нижнесуыксинского сельского поселения.

## География
Находится в северо-восточной части Татарстана на расстоянии приблизительно 9 км на юг от юго-западной окраины районного центра города Набережные Челны.

## История
Известна с 1719—1722 годов. До 1860-х гг. жители относились к категории гос. крестьян. Занимались земледелием, разведением скота. В нач. XX в. в К.М. функционировали вод. и ветряная мельницы, зерносушилка. Относится к населенным пунктам с кряшенским населением. населением.

## Население
Постоянных жителей было: в 1870—352, в 1913—580, в 1920—539, в 1926—292, в 1938—290, в 1949—215, в 1958—193, в 1970—222, в 1979 — 62, в 1989 — 26, 12 в 2002 году (кряшены 58 %), 8 в 2010.